# Stacey Rookhuizen
Stacey Rookhuizen (Amsterdam, 15 maart 1986) is een Nederlandse ondernemer en presentatrice.

## Biografie
Rookhuizen richtte in 2002 het bedrijf Stacey Records op om onbekend muzikaal talent de mogelijkheid te bieden om een eigen cd uit te brengen. Hiernaast werkte zij bij de platenmaatschappij Sony BMG op de afdeling A&R lokaal waar ze bands wierf en begeleidde en hierdoor tips en trucs leerde om toe te passen bij haar eigen label. In 2004 bracht haar bedrijf het album Brittle Hearts uit van Paper Moon, gevolgd door het album On Air van Behave in 2005.
In 2006 won Rookhuizen de Bart Award, een prijs van jongerenomroep BNN voor mensen die het onmogelijke mogelijk maken. In datzelfde jaar bracht ze diverse albums uit, waaronder van de band 2nd Place Driver. Rookhuizen was tevens de oprichter van het talentenplatform Dutch Delight. Ook werkte ze als diskjockey.
ABN AMRO verkoos Rookhuizen tot ‘Held’ van 2006.
Ze is tevens bekend geworden door haar regelmatige optredens als jurylid bij popprijzen, panels en forumdiscussies. Ook stond ze als gastdocent voor de klas bij diverse hogescholen in Nederland, waaronder de Rockacademie. In juni 2009 werd Rookhuizen in de Elsevier opgenomen in de lijst van 'vijftig grootste beloften voor de toekomst'.
Rookhuizen was vanaf oktober 2009 twaalf maanden projectmanager op de afdeling Pop bij Muziek Centrum Nederland en was van 2009 tot en met 2011 samen met Eric van Tijn, Angela Groothuizen en Gordon als jurylid te zien in het RTL 4-talentenjacht X Factor.
Rookhuizen won het vierde seizoen van 71° Noord (2009-2010). In de finale versloeg zij de Vlaming Thomas Van Hemeledonck. Tevens lanceerde ze ditzelfde jaar haar sieradenlijn 3.14 Stacey's Silver.
In 2012 presenteerde Rookhuizen het modeprogramma Project Catwalk voor RTL 5.
In december 2011 verscheen een fotoreportage van haar in de Nederlandse uitgave van Playboy.
Zij deed de fotoshoot in een studio; haar contouren werden in foto's gemonteerd die een fotograaf in New York schoot.
In 2012 deed Rookhuizen mee aan verschillende programma's zoals Strictly Come Dancing en Ranking the Stars en in 2013 was zij samen met Xander de Buisonjé, Glennis Grace en Ruud de Wild te zien als jurylid in de SBS6-talentenjacht The Next Pop Talent.
In 2014 was ze een van de deelnemers van het televisieprogramma Atlas en vertolkte ze de rol van Inge in de film Hartenstraat.
In 2018 was ze te zien in het programma De gevaarlijkste wegen van de wereld.